# Craig Shaw Gardner
Craig Shaw Gardner (ur. 2 lipca 1949) – amerykański pisarz, najlepiej znany z parodystycznej fantasy w stylu Terry'ego Pratchetta.

## Publikacje[2][3]

### Cykle

#### Ebenezum
1. Katarem i Magią (ang. A Malady of Magicks) (1986)
2. A Multitude of Monsters (1986)
3. A Night in the Netherhells (1987)
The Exploits of Ebenezum (omnibus)

#### Wuntvor
1. A Difficulty with Dwarves (1987)
2. An Excess of Enchantments (1988)
3. A Disagreement with Death (1989)
The Wanderings of Wuntvor (omnibus)

#### Cineverse
1. Slaves of the Volcano God] (1989)
2. Bride of the Slime Monster (1990)
3. Revenge of the Fluffy Bunnies (1990)
The Cineverse Cycle (1990) alias The Cineverse Cycle Omnibus (1992)

#### Arabian Nights
1. The Other Sinbad (1991)
2. A Bad Day for Ali Baba (1992)
3. Scheherazade's Night Out (1992) alias The Last Arabian Night (1993)

#### Dragon Circle
1. Gdy smok śpi (ang. Dragon Sleeping alias Raven Walking) (1994)
2. Gdy smok się budzi (ang. Dragon Waking) (1995)
3. Gdy smok zieje ogniem (ang. Dragon Burning) (1996)

#### The Changeling War (jako Peter Garrison)
1. The Changeling War (1999)
2. The Sorceror's Gun (1999)
3. The Magic Dead (2000)

#### Abbadon Inn
- Dark Whispers (jako Chris Blaine) (2005)

### Zbiory Opowiadań
- The Purple Book of Peculiar Stories (2004)

### Adaptacje książkowe
- Straceni chłopcy (1987)
- Wishbringer(inne języki) (1988)
- Batman (1989)
- Powrót do przyszłości II (1989)
- Powrót do przyszłości III (1990)
- Powrót Batmana (z Sam Hamm(inne języki) i Daniel Waters(inne języki)) (1992)
- The 7th Guest(inne języki) (z Matthew J. Costello(inne języki)) (1995)
- Leprechauns (1999)
- Jason and the Argonauts (napisana w 2000, nieopublikowana)

### Pozafilmowe powieści na obcych licencjach
- The Batman Murders (1990)
- Spider-Man: Wanted Dead or Alive (1998)
- Return to Chaos (Buffy) (1998)
- Dark Mirror (Angel) (2004)
- Battlestar Galactica: The Cylons' Secret (2006)